# 意大利衛生部
卫生部（義大利語：  Ministero della Salute) 是意大利的一个政府机构。其总部位於罗马 。該部門負責執行該國的公共衛生政策以及制定意大利食品金字塔（ Piramide Alimentare Italiana ），就國民的健康飲食提出建議。意大利衛生部一度併入其他政府部門，2009年HINI甲型流感爆发後意大利當局恢復衛生部。